# Teoría de la preformación
Teoría de la preformación es un Teísmo  epistemológico y una  teoría que establece que el conocimiento es posible sólo porque Dios ha dotado a los humanos con ciertas  ideas innatas junto con disposición y aptitudes. Esto fue reconocido por Immanuel Kant como una alternativa a su teoría con respecto a las categorías de comprensión y su fuente.

## Descripción general
Según la visión de Kant, las aptitudes son tanto innatas como " a priori" no dadas por un creador. Contrariamente a la posición de Kant, la teoría de la preformación evita el escepticismo sobre la naturaleza del mundo nouménico (Kant creía que el mundo real es incognoscible). Lo hace afirmando que las estructuras racionales de la mente humana son similares al orden racional del mundo real porque ambas fueron creadas por Dios para trabajar juntas, y esta similitud hace posible obtener un conocimiento preciso sobre el mundo real.